# グノシー
株式会社Gunosy（グノシー）は、東京都渋谷区に本社を置き、グノシーやニュースパス等の、情報キュレーションサービス・ニュース配信アプリを開発・運営している日本の企業である。興味連動の広告最適化に強みがあると評される。KDDIが大株主であり、事業面で連携を進めている。

## サービス
グノシーは、ネット上に存在する様々な情報を独自のアルゴリズムで収集し、評価付けを行い、ユーザーに届ける情報キュレーションサービスである。2016年当時、CEOの福島良典は、「ユーザーが面白いと思うコンテンツを、ニュースに限らず配信していった結果、自然とエンターテインメント性の強いメディアになった」と述べていた。
ニュースパスは、300媒体以上のニュースソースをベースに、新たに開発した情報解析・配信技術を用いて自動的に選定したニュースや情報をユーザーに届けるニュース配信アプリである。エンターテインメント性の強いグノシーに対し、社会性の強いニュースを求めるユーザーを対象としている。記事を配信する仕組みなどはグノシーと多くが共通化しており、新たな開発コストはほとんどかかっていないという。2016年当時、アプリの宣伝費は、基本的にKDDIが負担していた。

## 業績と株価
2012年11月に設立、アプリのダウンロード数は850万を超えた。わずか2年半で上場となり、想定時価総額は300億円を超える大型案件だった。グノシーは上場まで赤字であり、2015年5月期決算は売上高30億円・純利益500万円を見込むが、予想PER（株価収益率）は5000倍と非常に高かった。東証マザーズへの上場は2015年4月28日に予定されていたが、スマホゲームアプリを展開する gumiが2014年に東証1部に新規上場後、黒字予想から一転して2カ月半で赤字へと下方修正したことが新興市場に影響を与え、グノシーはgumiと同じスマホ系アプリの新興企業であったことから、上場直前に投資家の間で「本当にその株価で大丈夫なのか」と懸念が広がった。
2015年4月に東証マザーズに上場した。アプリダウンロード数は毎四半期に100万件強のペースで拡大したが、稼働広告主数が想定ほど増えず、数度業績予想を下方修正した。
大株主のKDDIと2014年3月に事業面で連携を進め、協業のニュースアプリでも広告配信を始めた。海外では、韓国やインドネシアなど、アジアのコンテンツ配信サービスやニュースアプリへの出資を増やしている。2016年時点では、会社営業益は保守的と評されており、収益面では安定感が出てきているが、業績予想の修正を重ねたことで市場の信頼を失ってしまったこともあり、2016年10月時点では株価は比較的低調である。
2017年12月に東証一部に上場市場を変更。
2022年4月に東証プライムに上場市場を変更。

## 沿革
- 2012年11月 - 東京都港区六本木において株式会社Gunosy設立。福島良典が代表取締役に就任。
- 2013年01月 - Gunosy for iOS リリース
- 2013年02月 - Gunosy for Androidリリース
- 2013年04月 - 10万ダウンロード突破
- 2013年09月 - 100万ダウンロード突破
- 2013年11月 - Gunosy Ads配信開始
- 2013年11月 - 木村新司が福島良典と共に代表取締役共同CEOに就任。
- 2013年11月 - 本社を東京都港区芝に移転
- 2014年03月 - KDDI株式会社と資本・業務提携[7]
- 2014年04月 - Gunosy海外版リリース
- 2014年06月 - Gunosyアドネットワーク開始
- 2014年08月 - 500万ダウンロード突破
- 2014年08月28日 - 木村新司が代表取締役共同CEOを退任。福島良典が代表取締役CEOを引き続き務めた。[8]
- 2014年12月 - 本社を東京都港区六本木に移転[9]
- 2015年04月28日 - 東京証券取引所マザーズ市場に上場[10]
- 2016年01月14日 - 業績の下方修正を発表
- 2016年03月 - 1,300万ダウンロード突破
- 2016年05月 - 1,400万ダウンロード突破
- 2016年06月1日 - KDDI、沖縄セルラーと無料ニュース配信アプリ「ニュースパス」の提供を開始[11]
- 2016年08月26日 - 竹谷祐哉が取締役COOから代表取締役COOに異動。[12]
- 2017年12月21日 - 東京証券取引所一部に上場市場を変更[13]
- 2018年08月1日 - 福島良典が50%子会社の株式会社LayerXの代表取締役に就任。[14]
- 2018年08月24日 - 竹谷祐哉が代表取締役COOから代表取締役CEOに異動。福島良典が代表取締役CEOから取締役に異動。[15]
- 2019年07月12日 - 福島良典が株式会社LayerXのマネジメント・バイアウトを行い、株式会社Gunosyの持ち分が50%から5%に下がった。[16][17]
- 2020年06月26日 - 木村新司が取締役から代表取締役会長に異動。竹谷祐哉が代表取締役CEOから代表取締役社長に異動。[18]
- 2022年010月3日 - 同社執行役員が背任容疑で警視庁に逮捕される。[19]

上記、CEOは最高経営責任者、COOは最高執行責任者の略。